# Domanovszky Endre (festő)
Domanovszky Endre (Budapest, 1907. január 23. – Budapest, 1974. május 15.) kétszeres Kossuth- és Munkácsy-díjas (1952) magyar  festő, érdemes (1960) és kiváló művész (1965).

## Élete, munkássága
Domanovszky Endre értelmiségi családba született, apja Domanovszky Sándor történész, akadémikus, nagyapja (Endre) filozófus, akadémikus volt. Testvérei közül Ákos könyvtáros, György művészettörténész, néprajzkutató lett. Endre az akkor Werbőczyről elnevezett gimnáziumba járt, ahol művészi tehetsége a rajz különórákon vált nyilvánvalóvá, és az Országos Középiskolai Rajzversenyen első díjat is nyert egyik alkotásával. A Képzőművészeti Főiskolán folytatta tanulmányait, ahol Glatz Oszkár növendéke volt. Még főiskolás volt, amikor 1929-ben kiállított a Tavaszi Szalonon, majd az Ernst Múzeumban. Kiállított képein (Bella arcképe, Jairus leánya és mások) a novecento, a római iskola művészeinek a hatása fedezhető fel. A kiállítási sikerek alapján megkapta a Fővárosi Ösztöndíjat, majd a Balló-díjat. A főiskola után, 1931-ben megnősült és az Iparművészeti Főiskolán vállalt tanári állást (alakrajzot és kosztümtörténetet tanított).
Az útkeresés jegyében egy ideig nem alkotott jelentősebbet, következő kiállítására 1935-ben került sor. Új műfajjal, a gobelinnel (falikárpittal) kísérletezett, amit a felesége szőtt meg, és ami a későbbiekben egész életműve meghatározó műfajává vált. Feleségét ábrázoló kárpitját (Szövő nő) 1936-ban kiállította a Velencei biennálén, majd az 1937-es párizsi világkiállításon is gobelinekkel szerepelt, ahol „Diplome d’honneur”-t kapott. Kárpitjait (Szent liget, Éneklők, Forrás, Hajós) bemutatta az 1938-as kiállításán is. Fontos megjegyezni, hogy a gobelinek és gobelintervek stílusa nem követi festményeinek kifejezésmódját; tudta, érezte, hogy minden műfajnak sajátos eszközrendszere és kifejezésmódja van. Ezzel együtt táblaképeinek a témája is változott, és – összefüggésben a háborús évek nyomasztó hangulatával – elfordult az emberi alakok ábrázolásától, csendéletek sorát festette. Változott a festmények ábrázolásmódja is, képei erőteljes folthatásokra épültek.

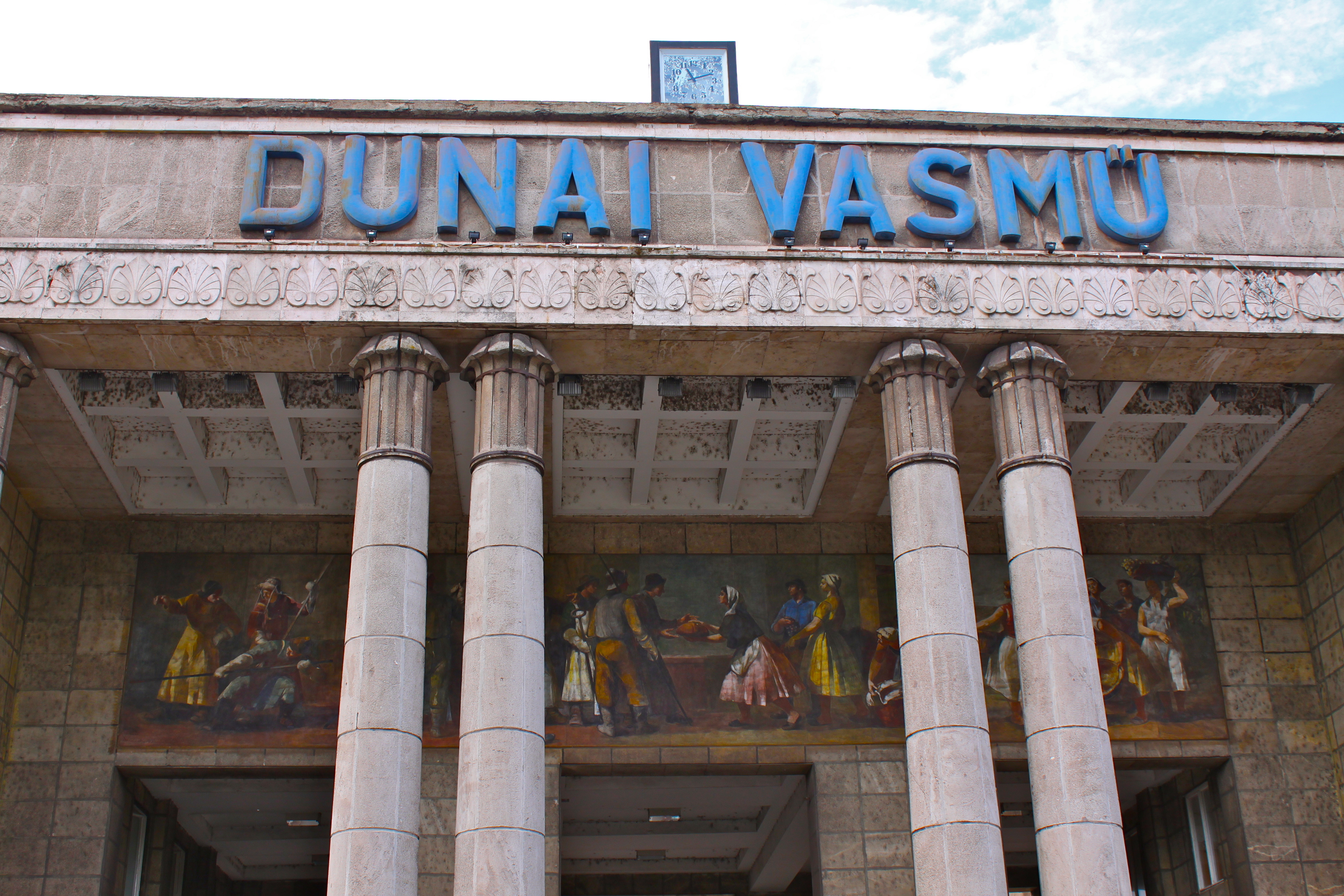
A Dunai Vasmű főbejárata

1945-ben a Képzőművészeti Főiskolára került, ornamentikát és gobelintervezést tanított. 1948-ban Rabinovszki Máriusz művészettörténész kiállítást szervezett a „Közösségi művészet felé” címmel. A cél az volt, hogy a művészeket monumentális alkotások készítésére ösztönözzék. Domanovszky is részt vett rajta a Pihenő bányászok című kárpittervével. Ebben a képben már jelentkeztek azok a vonások, amik művészetét a szocialista realizmus irányába vitte. Meg kell jegyezni, hogy az új, néhány évre uralkodó stílussá kiterebélyesedő hatás végső soron jobbára csak ún. murális munkáin jelent meg (akkor sem kifejezetten propagandisztikus jelleggel), más táblaképein, csendéletein és gobelinjein nem fedezhetők fel e stílusjegyek. 1953-ban Szőnyi Istvánnal együtt megbízták a Szovjetunióban megrendezett mezőgazdasági kiállítás magyar pavilonjának pannókkal való díszítésével. 1953-ban Kossuth-díjjal tüntették ki. 1955-ben egy freskó készítésével bízták meg a sztálinvárosi Dunai Vasmű bejárati épületére. A 3×17 méteres kompozíción a kohászok munkáján kívül a munkás-paraszt együttműködés allegóriáját fogalmazta meg. A freskóért 1956-ban ismét Kossuth-díjjal tüntették ki. Ebben az évben lett a Képzőművészeti Főiskola főigazgatója, majd fontos szerepet játszott a Képzőművészek Szövetsége forradalom utáni újjászervezésében.

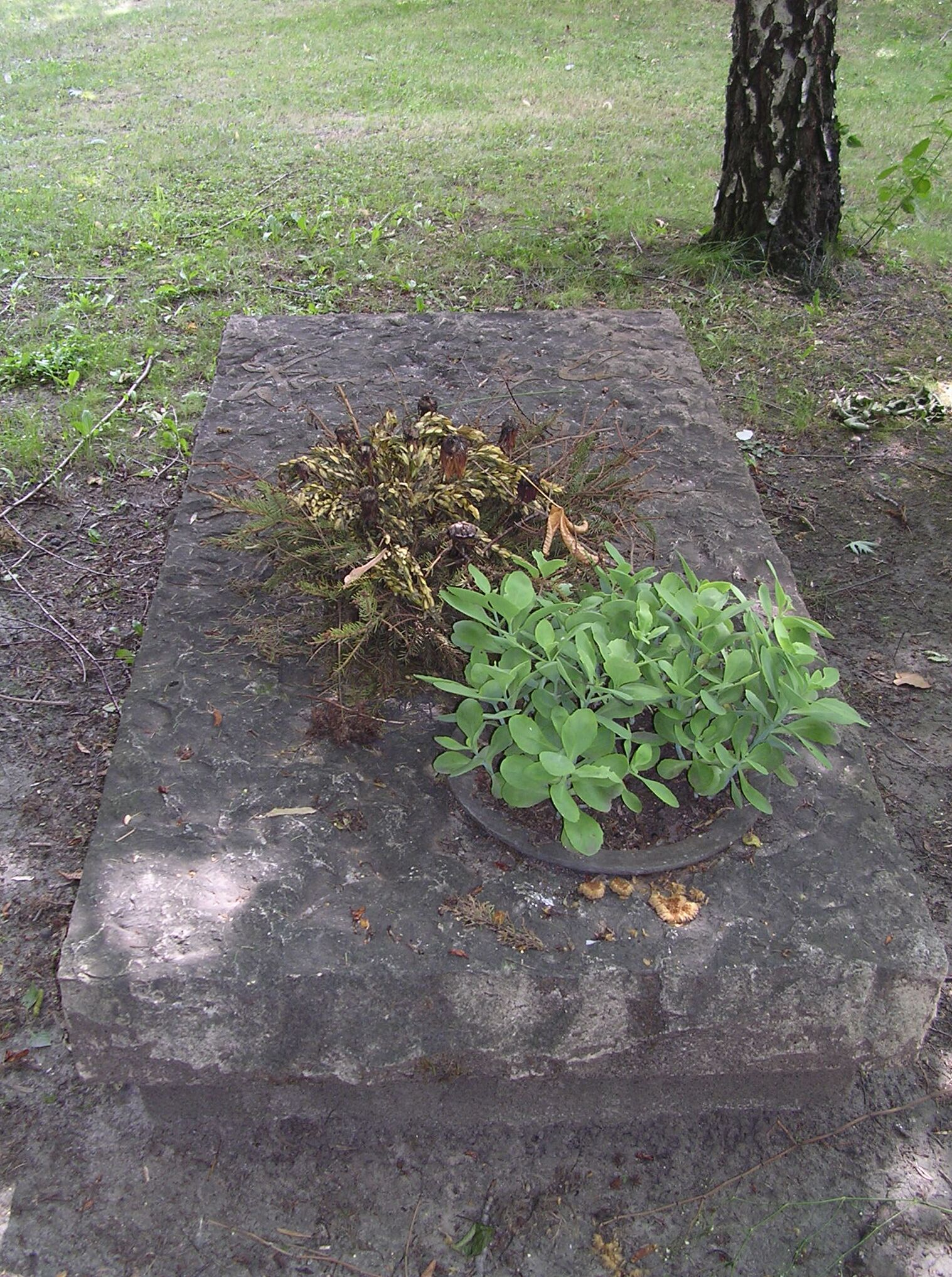
Sírja Budapest a Fiumei úti sírkertben (34/2-1-25)

A forradalom utáni kompozícióin kiteljesedett koloritja, festményeinek témája novellisztikus jellegű, felfogása bensőségesebb lett, képein a téma egyre jobban kitöltötte a képmezőt (Halász, Sárgaruhás nő, Csendélet tállal, Cineráriák). 1958-ban alumíniumlapokra festett kompozíciót készített a brüsszeli világkiállítás magyar pavilonja számára, 1960–61-ben sgraffitót a debreceni pályaudvar előcsarnokának két szemben álló falára. 1968-ban készült el a Gödöllői Agrártudományi Egyetem számára készített, 3,7×20 méteres mozaikjával. Munkáin egyre inkább elszakadt a téma reális részletezésétől, ami különösen az emberalakokon figyelhető meg. Átmenetileg elhanyagolt műfaja, a gobelin ismét foglalkoztatni kezdte, és számos előtanulmány után elkészítette életművének emblematikus darabját, a Disputát, amellyel mintegy összefoglalta művészi pályafutásának törekvéseit. 
A hatalmas, háromrészes falikárpit a miskolci Nehézipari Műszaki Egyetem rektori tanácsterme számára készült. A kompozíció 3×10 méteres fő tablóján allegorikus képen ábrázolta az egyetemi munka folyamatát, annak jellemző szakaszait: a töprengést, az elmélyedést, a kételkedést, a meggyőződést, kétoldali kisebb részein az egyetem neves professzorainak állított emléket. Mindezt az alakok ritmikus elhelyezésével, az okker, a fehér, a kék és a fekete színek dinamikájával tudta ábrázolni.
1971-ben a Vármúzeumban állította ki az 1963 utáni alkotásait. Táblaképek, gobelinek, vázlatok szerepeltek a kiállításon, amelyről meleg hangú kritikák számoltak be. Alkotó tevékenységének utolsó éveiben még elvontabban, tömörebben fejezte ki magát, a téma megjelenése a képen már-már absztrakttá vált (Hangszerek, 1973; Szövők, 1973; Utolsó kép, 1974).

## Művészete
Domanovszky Endre művészetét a művészettörténet általában még ma is szűkítő, általánosító jelleggel ítéli meg. Két alapvető stíluskorszakát szokták megkülönböztetni: a „novecentós” szakaszt és a „szocialista realizmus” korszakát. Az első időszakot a Jairus leányával szokták illusztrálni, mondván, a kép a korai olasz reneszánsz eredményére épít, van benne valami art decós, tehát amolyan novecentós, római iskolás mű. Azonban a mű (és az e stílusba sorolt többi) majdnem tíz évvel a művész 1939–1940-es római ösztöndíja előtt született. Valójában Domanovszky „…1930-as évtizedbeli műveit több évtizeddel később minősítette a szocialista művészetkritika római iskolásnak. „… Az 1960-as – 70-es évtizedekben ezzel megbélyegeztek Aba-Nováktól kezdődően egy sor nagyszerű művészt…”.
Ami a szocialista realizmust illeti, a Dunai Vasmű freskójával indokolják az ezt az időszakot művészi korszaknak nevezők a nézetüket. Pedig Domanovszky ezen és néhány táblaképén kívül alig festett több olyan képet, ami ehhez a stíluskörhöz kötné. Nem feledkezhetünk meg gobelinjeiről, csendéleteiről, az 1960–1970-es évek expresszív-absztrakt képeiről, amely alkotások egyike sem köthető a két stílus egyikéhez sem. „Méltán állapítják meg a »Magyar művészet a 20. században« című összefoglalóban, hogy Domanovszky „a dekoratívvá szelídült romantizáló expresszivitás képviselője”. Domanovszky Endre művei a szélsőséges művészettörténeti kényszer-besorolások és mérlegelések ellenére elementáris hatásúak.”
Domanovszky Endre születésének 75. évfordulója alkalmából, 1982-ben emlékmúzeumot nyitottak a művész hatvan alkotásaiból Dunaújvárosban. A tárlatot 1989-ben bezárták, a múzeumot megszüntették. A hagyaték a területileg illetékes múzeumok megőrzésébe került.